# Kilanas
Kilanas (malaiisch Mukim Kilanas) ist ein Mukim (Subdistrikt) des Daerah Brunei-Muara in Brunei. Er hat 22.492 Einwohner (Stand: Zensus 2016).

## Geographie
Der Mukim liegt im Südwesten des Distrikts und grenzt an die Mukim Gadong B und Kianggeh im Nordosten, Lumapas im Osten und Süden, Pengkalan Batu im Südwesten und Sengkurong im Westen und Norden. Ein Teil der Siedlungen des Mukim gehört noch zum Hauptstadtbezirk von Bandar Seri Begawan. Dies sind die Kampong Bunut, Bunut Perpindahan, Madewa, Tasek Meradun und Telanai. Sie wurden 2007 in den Hauptstadtbezirk aufgenommen. Die Südgrenze des Mukim bildet weitgehend der Sungai Brunei. Ein weiterer bedeutender Fluss im Mukim ist der Sungai Damuan mit den Zuflüssen Sungai Mulaut und Sungai Metambu.
Der nordöstliche Teil des Mukim ist durch hügeligen Tropenwald bedeckt. Die Siedlungsgebiete breiten sich entlang der Flüsse aus.

## Verwaltungsgliederung
Der Mukim wird in elf Kampung (Dörfer) unterteilt:
- Bengkurong
- Bunut
- Bunut Perpindahan
- Burong Lepas
- Kilanas
- Jangsak
- Madewa
- Sinarubai
- Tanjong Bunut
- Tasek Meradun
- Telanai